# Vic Howe
Pour les articles homonymes, voir Howe.
Victor Stanley Howe (né le 2 novembre 1929 à Saskatoon, Saskatchewan au Canada et mort le 31 janvier 2015) est un ancien joueur professionnel canadien de hockey sur glace.

## Carrière de joueur
Frère cadet de la légende Gordie Howe, il ne réussit jamais à s'imposer au niveau de la Ligue nationale de hockey. Il y jouera quelques parties avec les Rangers de New York. Par contre, il connut une carrière prolifiques dans les ligues mineures d'Amérique du Nord et ainsi qu'en Europe.
Il prit une première fois sa retraite au terme de la saison 1956-57 mais fit un retour d'une saison dans une ligue sénior du Nouveau-Brunswick en 1961-62. Par la suite, il travailla pour le Canadien National pendant plus de 30 ans.

## Statistiques
Pour les significations des abréviations, voir Statistiques du hockey sur glace.
| Saison     | Équipe                                    | Ligue      |    | Saison régulière | Saison régulière | Saison régulière | Saison régulière | Saison régulière |   | Séries éliminatoires | Séries éliminatoires | Séries éliminatoires | Séries éliminatoires | Séries éliminatoires |
| Saison     | Équipe                                    | Ligue      | PJ | B                | A                | Pts              | Pun              | PJ               | B | A                    | Pts                  | Pun                  |                      |                      |
| 1946-1947  | King George High School                   | HS         | -  | -                | -                | -                | -                | -                | - | -                    | -                    | -                    |                      |                      |
| 1947-1948  | Saskatoon Tech                            | LHJS       | -  | -                | -                | -                | -                | -                | - | -                    | -                    | -                    |                      |                      |
| 1948-1949  | Hettche Spitfires de Windsor              | LIH        | 31 | 16               | 14               | 30               | 17               | 13               | 8 | 5                    | 13                   | 2                    |                      |                      |
| 1949-1950  | Spitfires de Windsor                      | OHA Jr.    | 41 | 9                | 11               | 20               | 15               | 11               | 2 | 6                    | 8                    | 6                    |                      |                      |
| 1950-1951  | Rovers de New York                        | EAHL       | 53 | 15               | 24               | 39               | 55               | 5                | 1 | 3                    | 4                    | 2                    |                      |                      |
| 1950-1951  | Rangers de New York                       | LNH        | 3  | 1                | 0                | 1                | 0                | -                | - | -                    | -                    | -                    |                      |                      |
| 1951-1952  | Rovers de New York                        | EAHL       | 59 | 21               | 34               | 55               | 15               | -                | - | -                    | -                    | -                    |                      |                      |
| 1951-1952  | Mohawks de Cincinnati                     | LAH        | 2  | 0                | 1                | 1                | 0                | -                | - | -                    | -                    | -                    |                      |                      |
| 1952-1953  | Quakers de Saskatoon                      | WHL        | 1  | 0                | 0                | 0                | 2                | -                | - | -                    | -                    | -                    |                      |                      |
| 1952-1953  | Uncle Sam Trojans de Troy                 | EAHL       | 59 | 27               | 52               | 79               | 23               | -                | - | -                    | -                    | -                    |                      |                      |
| 1953-1954  | Quakers de Saskatoon                      | WHL        | 65 | 15               | 23               | 38               | 35               | 6                | 0 | 2                    | 2                    | 0                    |                      |                      |
| 1953-1954  | Rangers de New York                       | LNH        | 1  | 0                | 0                | 0                | 0                | -                | - | -                    | -                    | -                    |                      |                      |
| 1954-1955  | Braves de Valleyfield                     | LHQ        | 6  | 1                | 1                | 2                | 4                | -                | - | -                    | -                    | -                    |                      |                      |
| 1954-1955  | Quakers de Saskatoon Canucks de Vancouver | WHL        | 22 | 3                | 6                | 9                | 2                | -                | - | -                    | -                    | -                    |                      |                      |
| 1954-1955  | Rangers de New York                       | LNH        | 29 | 2                | 4                | 6                | 10               | -                | - | -                    | -                    | -                    |                      |                      |
| 1955-1956  | Regals de Régina                          | WHL        | 3  | 0                | 0                | 0                | 0                | -                | - | -                    | -                    | -                    |                      |                      |
| 1955-1956  | Maple Leafs de Nelson                     | WHL        | 29 | 10               | 12               | 22               | 12               | 5                | 1 | 0                    | 1                    | 2                    |                      |                      |
| 1956-1957  | Racers de Harringay                       | Aut-Cup    | 30 | 15               | 16               | 31               | 14               | -                | - | -                    | -                    | -                    |                      |                      |
| 1956-1957  | Racers de Harringay                       | BNL        | 15 | 11               | 10               | 21               | 18               | -                | - | -                    | -                    | -                    |                      |                      |
| 1961-1962  | Hawks de Moncton                          | NSSHL      | 33 | 19               | 30               | 49               | 10               | 11               | 4 | 8                    | 12                   | 4                    |                      |                      |
| Totaux LNH | Totaux LNH                                | Totaux LNH | 33 | 3                | 4                | 7                | 10               | -                | - | -                    | -                    | -                    |                      |                      |

## Transactions en carrière
- 15 novembre 1954 : échangé aux Rangers de New York par les Barons de Cleveland (LAH) avec Andy Bathgate en retour de Eric Pogue et de Glen Sonmor.

## Parenté dans le sport
- Frère de l'ancien joueur Gordie Howe.
- Oncle des anciens joueurs Mark et Marty Howe.